# Epigenész (költő)
Epigenész (Kr. e. 6. század?) görög tragédiaköltő
Sziküónból származott, s költeményeiben a Dionüszosz-kultuszon túllépve az argoszi hérosz, Adrasztosz szenvedéseit vitte színre. A Kliszthenész türannosz alatt élő sziküóni nép körében nagy sikert arattak munkái, mert a költő szimbolikusan az ő helyzetükre utalt darabjaiban, emiatt a türannosz elrendelte a Dionüszosz-kultuszhoz való ragaszkodást. A Szuda-lexikon tőle és Theszpisztől keltezi a tragédia születését, s ugyancsak Themisztiosz is a sziküóniakat mondja a tragédia feltalálóinak. Életéről pontosabb ismereteink nincsenek.